# 陳大章
陳大章（?—?），字仲夔，号雨山，黄冈人。

## 生平
生於順治十六年（1659年），早年隨陈林斋学画，康熙二十六年（1688年）进士，选庶吉士。不久告歸，筑室於松湖，以教授为生。研究《毛詩》頗深，與梁佩兰、陈恭尹友好。卒於雍正五年（1727年）。著有《詩傳名物集覽》、《玉照亭诗抄》、《北山文钞》、《抱节轩类记》等。

## 家族
父陳億。